# سفين سيمون
سفين سيمون هو محامي وأستاذ جامعي وسياسي ألماني، ولد في 9 أكتوبر 1978 في فتسلار في ألمانيا. نشط حزبياً في الاتحاد الديمقراطي المسيحي. في 2019، انتخب عضو في البرلمان الأوروبي عن دائرة ألمانيا لترشحه ضمن قائمة الاتحاد الديمقراطي المسيحي، وقد انضم خلال فترته النيابية (2 يوليو 2019 – ) للكتلة البرلمانية كتلة حزب الشعب الأوروبي.

## وصلات خارجية
- الموقع الرسمي